# ب‌ام‌و سری ۷ (ای۳۲)
ب‌ام‌و سری ۷ (ای۳۲) (BMW 7 Series (E۳۲)) یک سری خودرو است که در سال‌های ۱۹۸۶ تا ۱۹۹۴> ۳۱۱٬۰۶۸ built در آلمان تولید شده‌است. طراحی آن خودروهای موتور جلو-محور عقب بوده طول آن در حالت طبیعی ۴٬۹۱۰ میلیمتر (۱۹۳ اینچ) و عرض آن در حالت طبیعی ۱٬۸۴۵ میلیمتر (۷۲٫۶ اینچ) و ارتفاع آن در حالت طبیعی ۱٬۴۰۰ میلیمتر (۵۵ اینچ) است. سیستم جعبه‌دندهٔ آن ۵ دنده به دو صورت خودکار و دستی است.